# منطقة كييف العسكرية
منطقة كييف العسكرية Киевский вое́нный о́круг (KMD) كانت منطقة عسكرية في الجيش الإمبراطوري الروسي والجيش السوفياتي.

## التاريخ

### تشكيل الجيش الإمبراطوري الروسي
منطقة كييف العسكرية كانت منطقة عسكرية وتقسيما للأراضيها لاستغلالها لتوفير إدارة أكثر كفاءة لوحدات الجيش، وأنشطة التدريب والعمليات الأخرى المتصلة بالاستعداد القتالي.

#### القادة
- الكسندر درينتلين
- ميخائيل ايفانوفيتش دراغوميروف
- فلاديمير سوخوملينوف
- نيكولاي ايفانوف

### أول تشكيل في الجيش الأحمر
تشكلت المنطقة بعد الثورة الروسية ونشطة من قبل عام 1921.

#### نظام المعركة 1920
في 1920 شملت المنطقة الأقسام التالية:
- الفرقة الثالثة البندقية القرمية
- الفرقة البندقية السابعة تشرنيغوف
- الفرقة الخامسة عشر شيفاشك
- الفرقة الرابعة والعشرين سمارو - سيمبيرسك البندقية
- الفرقة الخامسة والعشرون شابايف البندقية
- الفرقة الثلاثون البندقية اركتوسك
- الفرقة الرابعة والاربعون البندقية جبل كييف
- الفرقة الخامسة والاربعون البندقية فولينهايا
- الفرقة الواحة والخمسون البندقية بيريكوب

في عام 1935 أصبح النصف الشرقي من المنطقة العسكرية الأوكرانية منطقة خاركوف العسكرية، وعند هذه النقطة تم إعادة تنظيم منطقة كييف العسكرية.
عندما بدأت عملية بارباروسا الألمانية في 22 حزيران 1941، أصبحت منطقة كييف العسكرية الخاصة الجبهة الجنوبية الغربية السوفياتية.

### التأليف الثاني
}} تم تشكيل اللواء مرة أخرى يوم 25 أكتوبر عام 1943، مع المقر الرئيسي في كييف. في حزيران / يونيو 1946، تمت إضافة 7 اوبلاستات من منطقة خاركوف العسكرية إلى منطقة كييف العسكرية. المنطقة الآن شملت اوبلاستات (المقاطعات) كييف وشيركاسي وأومان وفوروسيلوفغراد ودنيبروبتروفسك وبولتافا وستالين وسومي وخاركوف وتشيرنيهيف.
الوحدات المتمركزة في المنطقة كانت جيش الحرس الأول والجيش السادس لحرس الدبابات كان الجيش الجوي التاسع وستون نشطا في أوائل الخمسينيات إلى ما لا يقل عن 1964 في المنطقة.(انظر ru:Колесник, Василий Артёмович) في عام 1959 جرى نقل الجيش الجوي السابع عشر إلى منطقة منغوليا لتوفير الدعم الجوي. الفيلق الستون من جيش الدفاع الجوي الثامن قدم الدفاع الجوي للمنطقة.

### الانحلال
في عام 1991 أقيل، الكولونيل جنرال فيكتور شيشفاتوف  قائد المنطقة لرفضه أن يقسم يمين الولاء لأوكرانيا.
تم حل المنطقة بعد تفكك الاتحاد السوفياتي، قبل 1 نوفمبر 1992 ، وهيكلها استخدم كأساس لحساب وزارة الدفاع الأوكرانية الجديدة والأركان العامة 
في عام 1991 شملت المنطقة الجيش السادس لحرس الدبابات بدنيبروبتروفسك وجيش الحرس الأول بتشيرنيهيف والجيش الجوي السابع عشر وجيش الدفاع الجوي الثامن وفيلق الدفاع الجوي الستين.

#### القادة
- كولونيل جنرال اندريه غريشكو—9 يوليو 1945—25 مايو 1953 [8]
- مارشال الاتحاد السوفيتي فاسيلي تشيكوف—26 مايو 1953—أبريل 1960
- جنرال بيوتر كوشيفوي—نيسان / أبريل 1960—يناير 1965
- جنرال ايفان ياكوبوفسكي—يناير 1965—أبريل 1967
- جنرال بولكوفنيك فيكتور كوليكوف—نيسان / أبريل 1967—1969
- جنرال بولكوفنيك سالمانوف—نيسان / أبريل 1969—1975
- جنرال بولكوفنيك جيرازيموف—1975—1984
- جنرال بولكوفنيك أوسيبوف—1984—1989
- جنرال بولكوفنيك بوريس غروموف—1989—يناير 1990
- جنرال بولكوفنيك فيكتور شيشيفاتوف—كانون الثاني 1990—1991